# 朱富美
朱富美，現任司法院大法官，檢察官出身、國立臺灣大學法學博士。曾經代表臺灣出席知识产权相關談判，還偵查過劉邦友血案，也擔任過政務職位，如總統府第一局副局長、行政院院長張俊雄辦公室主任以及監察院秘書長。
2023年5月，被總統蔡英文提名為司法院大法官，6月21日獲得立法院62張同意票，確定成為大法官，於10月1日就職。

## 生平
朱富美出身於小康家庭，父親來自新竹，家中有五個子女，她是長女。朱富美先後就讀龍山國小、大理女中、北一女中、國立中興大學法律學系（1976年-1980年）。1981年考上司法官，1982年至1984年間，在國立臺灣大學法律學研究所修讀法學碩士學位，其後參加司法官訓練所第22期訓練，1985年分發擔任檢察官。
1990年至1991年間，於美國印地安那大學修讀法律碩士學位。1992至1994年，調法務部辦事，代表臺灣參加中美智慧財產權諮商，是臺、美智慧財產權談判的其中一位主談代表。:2:21994年升任主任檢察官，分派到桃園地方檢察署，任內主責偵辦劉邦友血案。
1998年至2000年9月12日間，因外語、法學專長俱足，受法務部推薦，出任總統府第一局副局長，協助研議法制，是檢調體系人員升任總統府要職的罕見例子。任內，曾就921大地震緊急命令，提供法制意見給總統李登輝參考。:2:4另外，1998年至2003年間，同時在國立臺灣大學修讀法學博士學位。她的博士論文題目是《科學鑑定與刑事偵查——以人身為主》，指導教授為蔡墩銘，後來出版成專書，被評為「檢察官必讀的鑑定刊物」。:2-32002年並曾赴美國哈佛大學甘乃廸學院進修研究約一個月。:3
2000年9月13日，回任臺北地方檢察署主任檢察官（2001年調升臺灣高等法院檢察署檢察官，但持續借調於行政院服務）。隔日，借調至行政院，擔任行政院第三組組長。:2張俊雄首度擔任行政院院長時，延攬朱富美擔任行政院參事兼院長辦公室主任。俟張俊雄卸任，朱富美即回任第三組組長。2007年張俊雄再度擔任行政院院長，又調朱富美兼任其辦公室主任。
2008年政黨輪替，借調即將結束之際，政府高層破例調升朱富美擔任最高檢察署檢察官。在最高檢察署任職期間，朱富美持續研究法學，2019年一度被法務部及檢察官協會推薦出任司法院大法官，但是沒有獲得總統蔡英文的提名。同年大法庭新制即將實施之際，朱富美獲選為最高檢察署訴訟組檢察官，負責參與言詞辯論。2020年8月，陳菊接任監察院院長，政府高層決定請朱富美出任監察院秘書長。於是，朱富美提前8年申請退休，接下此職。

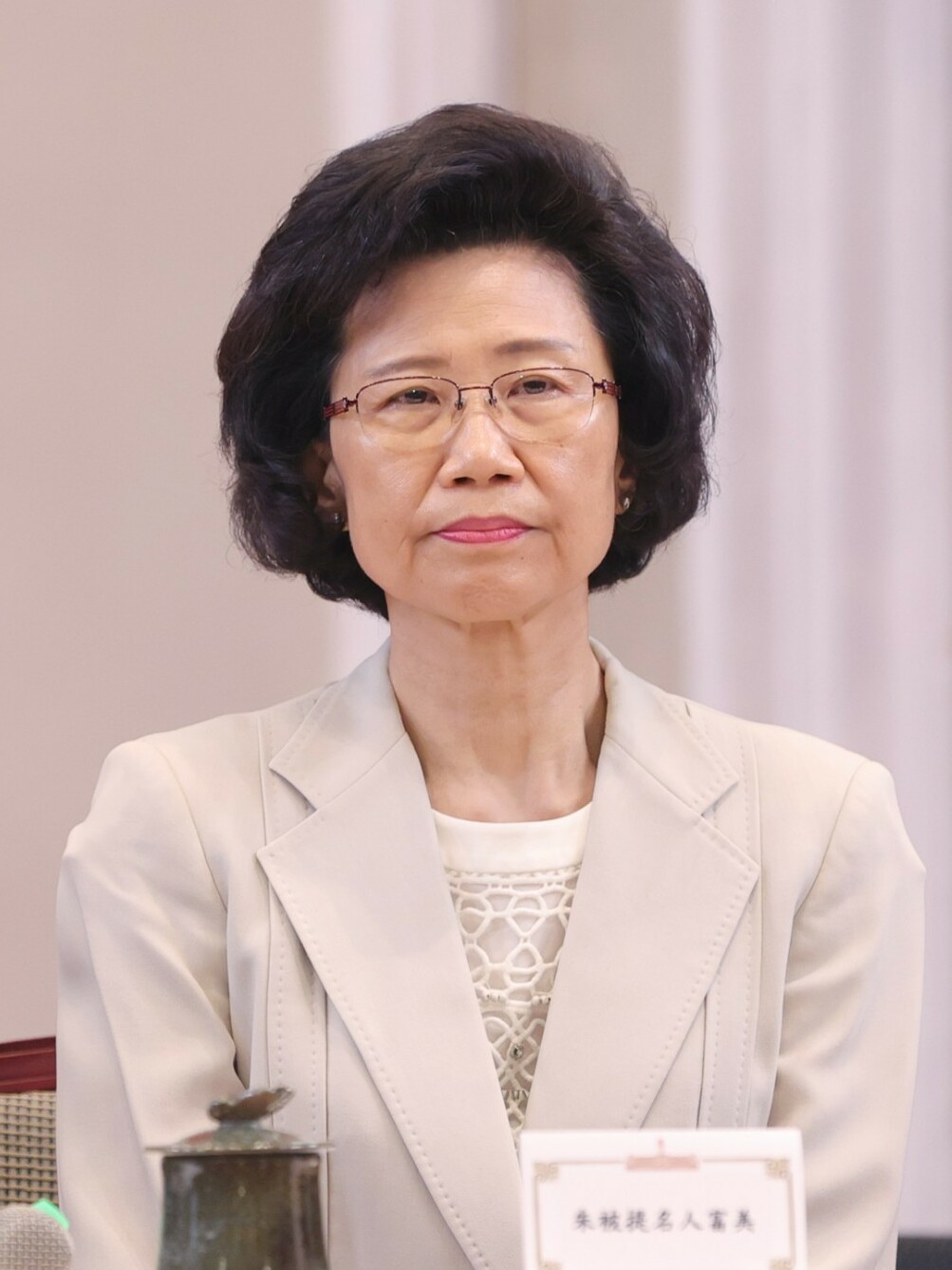
朱富美出席「司法院大法官被提名人介紹記者會」

2023年5月底，總統蔡英文提名朱富美為司法院大法官，6月21日獲得立法院62張同意票，確定成為大法官。同年10月1日就職，監察院秘書長則由李俊俋接任。

## 個人
媒體業私下暱稱朱富美是「秀姑」，《聯合晚報》一篇1996年的報導提及她「感覺她像是位鄰家的大姊姊」，「鄉土味濃」、「很直率的有話就說」。
朱富美的夫婿邢泰釗也是檢察官，現任最高檢察署檢察總長，二人都畢業於國立中興大學法律學系。

## 備註
1. 1 2  隸屬於國立中興大學法商學院的法律學系，已經在2000年改組劃入國立臺北大學，也就是後來的國立臺北大學法律學系。
2. ↑  民國70年特種考試司法人員考試乙等考試推事檢察官考試及格
3. ↑  行政院第三組即今行政院交通環境資源處